# Emmanuel Moseley
Emmanuel LaMurel Moseley (* 25. März 1996 in Greensboro, North Carolina) ist ein US-amerikanischer American-Football-Spieler auf der Position des Cornerbacks. Aktuell spielt er für die Detroit Lions in der National Football League (NFL).

## Frühe Jahre
Moseley wuchs in North Carolina auf und besuchte dort die James B. Dudley High School, an der er in der Football- und in der Basketballmannschaft aktiv war. In der Footballmannschaft spielte er sowohl in der Offense als Quarterback als auch in der Defense als Cornerback. Nachdem er sein Sophomore-Jahr verpasst hatte, konnte er sich in den letzten beiden Jahren in der Mannschaft etablieren. So konnte er in seinem letzten Jahr als Quarterback den Ball für 1370 Yards werfen und mit dem Ball für 1443 Yards laufen. Es gelangen ihm insgesamt 47 Touchdowns. In der Defense konnte er 28 Tackles und 4 Interceptions verzeichnen. So konnte er seiner Schule zur Meisterschaft ohne Niederlage in der North Carolina Class 4A verhelfen. Nichtsdestotrotz erhielt er wenig Aufmerksamkeit von großen Colleges.
Zunächst nahm er ein Stipendienangebot der University of North Carolina at Charlotte an, entschied sich jedoch schlussendlich für ein Angebot der University of Tennessee aus Knoxville, Tennessee. Dort spielte er in der Footballmannschaft. In seinem ersten Jahr war er noch als Backup, zumeist für Cameron Sutton, in der Defense vorgesehen, ab seiner zweiten Saison wurde er jedoch Starter. So kam er insgesamt in 48 Spielen in vier Jahren an der Schule zum Einsatz und konnte dabei 141 Tackles und 2 Interceptions verzeichnen. In dieser Zeit war er auch mit seiner Mannschaft erfolgreich. 2014 wurde der TaxSlayer Bowl, 2015 der Outback Bowl sowie 2016 der Music City Bowl gewonnen.

## NFL
Beim NFL-Draft 2018 wurde Moseley allerdings nicht ausgewählt. Daraufhin unterschrieb er einen Vertrag als Undrafted Free Agent bei den San Francisco 49ers. Am Ende der Preseason wurde er von seinem Team jedoch wieder entlassen und wurde tags darauf Teil des Practice Squads seiner Mannschaft. Am 1. November 2021 wurde er jedoch in den aktiven Kader der 49ers befördert und gab am selben Tag sein NFL-Debüt beim 34:3-Sieg gegen die Oakland Raiders, bei dem er einen Tackle verzeichnete. Allerdings verletzte er sich in diesem Spiel auch an der Schulter, sodass er auf die Injured Reserve Liste gesetzt werden musste und in der Saison zu keinem weiteren Einsatz kam. In der Saison 2019 war er direkt fester Bestandteil des aktiven Kaders der 49ers, wurde in den ersten Saisonspielen jedoch zumeist in den Special Teams eingesetzt. Am 4. Spieltag stand er beim 31:3-Sieg gegen die Cleveland Browns erstmals in der Startformation der 49ers. Beim 51:13-Sieg gegen die Carolina Panthers am 8. Spieltag konnte er seine erste Interception in der Karriere von Quarterback Kyle Allen fangen. Am 10. Spieltag konnte er bei der 24:27-Niederlage gegen die Seattle Seahawks erstmals 10 Tackles in einem Spiel verzeichnen. An den letzten Spieltagen der Saison wurde er wieder vermehrt in den Special Teams eingesetzt. Da die 49ers in dieser Saison 13 Spiele gewinnen konnten und nur drei verloren, konnten sie die NFC West gewinnen und sich für die Playoffs qualifizieren. Dort trafen sie in der 2. Runde auf die Minnesota Vikings. Bei dem 27:10-Sieg gab Moseley sein Postseason-Debüt und konnte 5 Tackles verzeichnen. Im folgenden NFC Championship Game gegen die Green Bay Packers stand er sogar in der Startformation seiner Mannschaft. Außerdem konnte er kurz vor Ende des 2. Quarters einen Pass von Aaron Rodgers intercepten, und so seinem Team zum 37:20-Sieg verhelfen. Daraufhin trafen die 49ers im Super Bowl LIV auf die Kansas City Chiefs. Auch in dem Spiel war er erneut Starter und konnte fünf Tackles verzeichnen, die 20:31-Niederlage konnte er jedoch nicht verhindern.
In die Saison 2020 ging Moseley als Starter in der Defense der 49ers. Direkt am ersten Spieltag konnte er bei der 20:24-Niederlage gegen die Arizona Cardinals 15 Tackles verzeichnen, seinen Karrierehöchstwert. Am siebten Spieltag konnte er beim 33:6-Sieg gegen die New England Patriots eine Interception von Cam Newton fangen, am folgenden Spieltag gelangen ihm bei der 27:37-Niederlage gegen die Seattle Seahawks erneut 10 Tackles. Insgesamt hatte er in der Saison jedoch mit Verletzungen zu kämpfen und kam deswegen nicht in jedem Spiel zum Einsatz. Vor der Saison 2021 unterschrieb er einen neuen Vertrag über 2 Jahre bei den 49ers. Er blieb Stammspieler in der Defense seiner Mannschaft. Im Dezember wurde er wegen einer Fußverletzung auf die Injured Reserve Liste gesetzt. Bei seinem Comeback am letzten Spieltag der Saison konnte er beim 27:24-Sieg gegen die Los Angeles Rams am Ende des dritten Quarters eine Interception von Matthew Stafford fangen. Da die 49ers in dieser Saison 10 Spiele gewannen und nur sieben verloren, konnten sie sich erneut für die Playoffs qualifizieren. So war er beim 23:17-Sieg in der Wildcard-Runde gegen die Dallas Cowboys Starter und konnte 12 Tackles verzeichnen. Auch beim folgenden 13:10-Sieg gegen die Green Bay Packers in der Divisional-Runde und bei der 17:20-Niederlage gegen die Los Angeles Rams im NFC Championship Game kam er als Starter zum Einsatz. In der Saison 2023 startete er zusammen mit Charvarius Ward als Cornerback. Am 5. Spieltag konnte er beim 37:15-Sieg gegen die Carolina Panthers einen Pass von Quarterback Baker Mayfield abfangen und in die Endzone der Panthers tragen, wodurch er den ersten Touchdown seiner NFL-Karriere erzielte. Allerdings zog er sich bei dem Spiel auch einen Kreuzbandriss zu, wegen dem er auf die Injured Reserve Liste gesetzt wurde und die restliche Saison verletzungsbedingt verpasste.
Im März 2023 wechselte Moseley zu den Detroit Lions. Zu Saisonbeginn kam er jedoch aufgrund seiner Verletzung aus der Vorsaison noch nicht zum Einsatz. So gab er sein Debüt schließlich am 5. Spieltag der Saison 2023 beim 42:24-Sieg gegen die Carolina Panthers, bei dem er in den Special Teams zum Einsatz kam. Allerdings zog er sich in der Partie einen erneuten Kreuzbandriss zu, wegen dem er erneut die gesamte restliche Saison verletzungsbedingt verpasste. Im März 2024 verlängerte er seinen Vertrag bei den Lions um ein weiteres Jahr.

## Karrierestatistiken
| Legende | Legende            |
| ------- | ------------------ |
| Fett    | Karrierehöchstwert |

### Regular Season
| Saison                             | Team             | Spiele | Spiele  | Tackles | Tackles | Tackles | Tackles | Interceptions | Interceptions | Interceptions | Interceptions | Interceptions | Interceptions | Fumbles | Fumbles | Fumbles |
| Saison                             | Team             | Gesamt | Starter | Gesamt  | Solo    | Assist  | Sacks   | PD            | Int           | Yards         | Durchschnitt  | Lang          | TD            | FF      | FR      | TD      |
| ---------------------------------- | ---------------- | ------ | ------- | ------- | ------- | ------- | ------- | ------------- | ------------- | ------------- | ------------- | ------------- | ------------- | ------- | ------- | ------- |
| 2018                               | 49ers            | 1      | 0       | 1       | 1       | 0       | 0,0     | 0             | 0             | 0             | 0,0           | 0             | 0             | 0       | 0       | 0       |
| 2019                               | 49ers            | 16     | 9       | 50      | 42      | 8       | 0,0     | 8             | 1             | 3             | 3,0           | 3             | 0             | 0       | 0       | 0       |
| 2020                               | 49ers            | 12     | 8       | 47      | 34      | 13      | 0,0     | 9             | 1             | 51            | 51,0          | 51            | 0             | 0       | 0       | 0       |
| 2021                               | 49ers            | 11     | 11      | 42      | 33      | 9       | 0,0     | 11            | 1             | 0             | 0,0           | 0             | 0             | 0       | 1       | 0       |
| 2022                               | 49ers            | 5      | 5       | 22      | 18      | 4       | 0,0     | 5             | 1             | 41            | 41,0          | 41            | 1             | 0       | 0       | 0       |
| 2023                               | Lions            | 1      | 0       | 0       | 0       | 0       | 0,0     | 0             | 0             | 0             | 0,0           | 0             | 0             | 0       | 0       | 0       |
| Gesamte Karriere                   | Gesamte Karriere | 46     | 33      | 162     | 128     | 34      | 0,0     | 33            | 4             | 95            | 23,8          | 51            | 1             | 0       | 1       | 0       |
| Quelle: pro-football-reference.com |                  |        |         |         |         |         |         |               |               |               |               |               |               |         |         |         |

### Postseason
| Saison                             | Team             | Spiele | Spiele  | Tackles                         | Tackles                         | Tackles                         | Tackles                         | Interceptions                   | Interceptions                   | Interceptions                   | Interceptions                   | Interceptions                   | Interceptions                   | Fumbles                         | Fumbles                         | Fumbles                         |
| Saison                             | Team             | Gesamt | Starter | Gesamt                          | Solo                            | Assist                          | Sacks                           | PD                              | Int                             | Yards                           | Durchschnitt                    | Lang                            | TD                              | FF                              | FR                              | TD                              |
| ---------------------------------- | ---------------- | ------ | ------- | ------------------------------- | ------------------------------- | ------------------------------- | ------------------------------- | ------------------------------- | ------------------------------- | ------------------------------- | ------------------------------- | ------------------------------- | ------------------------------- | ------------------------------- | ------------------------------- | ------------------------------- |
| 2019                               | 49ers            | 3      | 2       | 14                              | 14                              | 0                               | 0,0                             | 4                               | 1                               | 9                               | 9,0                             | 9                               | 0                               | 0                               | 0                               | 0                               |
| 2021                               | 49ers            | 3      | 3       | 23                              | 21                              | 2                               | 0,0                             | 0                               | 0                               | 0                               | 0,0                             | 0                               | 0                               | 0                               | 0                               | 0                               |
| 2022                               | 49ers            | 0      | 0       | verletzungsbedingt ohne Einsatz | verletzungsbedingt ohne Einsatz | verletzungsbedingt ohne Einsatz | verletzungsbedingt ohne Einsatz | verletzungsbedingt ohne Einsatz | verletzungsbedingt ohne Einsatz | verletzungsbedingt ohne Einsatz | verletzungsbedingt ohne Einsatz | verletzungsbedingt ohne Einsatz | verletzungsbedingt ohne Einsatz | verletzungsbedingt ohne Einsatz | verletzungsbedingt ohne Einsatz | verletzungsbedingt ohne Einsatz |
| 2023                               | Lions            | 0      | 0       | verletzungsbedingt ohne Einsatz | verletzungsbedingt ohne Einsatz | verletzungsbedingt ohne Einsatz | verletzungsbedingt ohne Einsatz | verletzungsbedingt ohne Einsatz | verletzungsbedingt ohne Einsatz | verletzungsbedingt ohne Einsatz | verletzungsbedingt ohne Einsatz | verletzungsbedingt ohne Einsatz | verletzungsbedingt ohne Einsatz | verletzungsbedingt ohne Einsatz | verletzungsbedingt ohne Einsatz | verletzungsbedingt ohne Einsatz |
| Gesamte Karriere                   | Gesamte Karriere | 6      | 5       | 37                              | 35                              | 2                               | 0,0                             | 4                               | 1                               | 9                               | 9,0                             | 9                               | 0                               | 0                               | 0                               | 0                               |
| Quelle: pro-football-reference.com |                  |        |         |                                 |                                 |                                 |                                 |                                 |                                 |                                 |                                 |                                 |                                 |                                 |                                 |                                 |